# 6 Horas de Imola 2011
Las 6 Horas de Imola 2011 fue un evento de carreras de automóviles celebrado en el Autodromo Enzo y Dino Ferrari el 3 de julio de 2011. Fue la tercera ronda de la temporada 2011 de la Le Mans Series y la cuarta ronda de la Temporada 2011 de la Intercontinental Le Mans Cup.

## Clasificación
Los ganadores de las poles en cada clase están marcados en negrita.
| Pos | Clase   | Equipo                      | Piloto                | Tiempo     | Grilla |
| --- | ------- | --------------------------- | --------------------- | ---------- | ------ |
| 1   | LMP1    | #7 Peugeot Sport Total      | Anthony Davidson      | 1:31.736   | 1      |
| 2   | LMP1    | #1 Audi Sport Team Joest    | Marcel Fässler        | 1:32.354   | 2      |
| 3   | LMP1    | #8 Peugeot Sport Total      | Stéphane Sarrazin     | 1:32.732   | 3      |
| 4   | LMP1    | #2 Audi Sport Team Joest    | Allan McNish          | 1:32.974   | 4      |
| 5   | LMP1    | #15 OAK Racing              | Guillaume Moreau      | 1:34.746   | 5      |
| 6   | LMP1    | #12 Rebellion Racing        | Neel Jani             | 1:35.047   | 6      |
| 7   | LMP1    | #13 Rebellion Racing        | Andrea Belicchi       | 1:35.700   | 7      |
| 8   | LMP1    | #16 Pescarolo Team          | Emmanuel Collard      | 1:35.996   | 8      |
| 9   | LMP1    | #23 MIK Corse               | Máximo Cortés         | 1:36.084   | 9      |
| 10  | LMP2    | #46 TDS Racing              | Mathias Beche         | 1:37.208   | 10     |
| 11  | LMP2    | #45 Boutsen Energy Racing   | Dominik Kraihamer     | 1:37.476   | 11     |
| 12  | LMP2    | #42 Strakka Racing          | Danny Watts           | 1:38.118   | 12     |
| 13  | LMP2    | #26 Signatech Nissan        | Soheil Ayari          | 1:38.351   | 13     |
| 14  | LMP2    | #41 Greaves Motorsport      | Tom Kimber-Smith      | 1:38.533   | 14     |
| 15  | LMP2    | #33 Level 5 Motorsports     | Christophe Bouchut    | 1:38.959   | 15     |
| 16  | LMP2    | #40 Race Performance        | Ralph Meichtry        | 1:38.991   | 16     |
| 17  | LMP2    | #49 OAK Racing              | Alexandre Prémat      | 1:39.130   | 17     |
| 18  | LMP2    | #39 Pecom Racing            | Pierre Kaffer         | 1:39.198   | 18     |
| 19  | LMP2    | #44 Extrême Limite AM Paris | Fabien Rosier         | 1:39.848   | 19     |
| 20  | LMP2    | #35 OAK Racing              | Andrea Barlesi        | 1:40.146   | 20     |
| 21  | LMP2    | #43 RLR msport              | Rob Garofall          | 1:40.543   | 21     |
| 22  | LMP2    | #36 RML                     | Thomas Erdos          | 1:40.642   | 22     |
| 23  | FLM     | #93 Genoa Racing            | Elton Julian          | 1:42.574   | 23     |
| 24  | FLM     | #99 JMB Racing              | Nicolas Marroc        | 1:42.755   | 24     |
| 25  | FLM     | #95 Pegasus Racing          | Patrick Simon         | 1:43.285   | 25     |
| 26  | GTE-Pro | #55 BMW Motorsport          | Jörg Müller           | 1:44.468   | 26     |
| 27  | FLM     | #91 Hope Racing             | Zhang Shan Qi         | 1:44.550   | 27     |
| 28  | GTE-Pro | #56 BMW Motorsport          | Dirk Werner           | 1:44.683   | 28     |
| 29  | GTE-Pro | #71 AF Corse                | Jaime Melo            | 1:44.691   | 29     |
| 30  | GTE-Pro | #59 Luxury Racing           | Frédéric Makowiecki   | 1:44.725   | 30     |
| 31  | GTE-Pro | #66 JMW Motorsport          | Rob Bell              | 1:44.730   | 31     |
| 32  | GTE-Pro | #77 Team Felbermayr-Proton  | Richard Lietz         | 1:44.895   | 32     |
| 33  | GTE-Pro | #51 AF Corse                | Giancarlo Fisichella  | 1:45.130   | 33     |
| 34  | GTE-Pro | #89 Hankook Team Farnbacher | Dominik Farnbacher    | 1:45.384   | 34     |
| 35  | GTE-Pro | #76 IMSA Performance Matmut | Patrick Pilet         | 1:45.467   | 35     |
| 36  | GTE-Am  | #63 Proton Competition      | Patrick Long          | 1:45.650   | 36     |
| 37  | GTE-Pro | #75 Prospeed Competition    | Marco Holzer          | 1:45.767   | 37     |
| 38  | GTE-Pro | #58 Luxury Racing           | Ralph Firman          | 1:45.779   | 38     |
| 39  | GTE-Pro | #79 Jota                    | Sam Hancock           | 1:45.841   | 39     |
| 40  | GTE-Am  | #61 AF Corse                | Marco Cioci           | 1:45.906   | 40     |
| 41  | GTE-Am  | #57 Krohn Racing            | Michele Rugolo        | 1:46.219   | 41     |
| 42  | GTE-Am  | #67 IMSA Performance Matmut | Nicolas Armindo       | 1:46.283   | 42     |
| 43  | GTE-Am  | #50 Larbre Compétition      | Julien Canal          | 1:46.614   | 43     |
| 44  | GTE-Am  | #82 CRS Racing              | Adam Christodoulou    | 1:46.798   | 44     |
| 45  | GTE-Am  | #62 CRS Racing              | Roger Willis          | 1:48.176   | 45     |
| 46  | GTE-Am  | #88 Team Felbermayr-Proton  | Horst Felbermayr, Jr. | 1:48.197   | 46     |
| 47  | GTE-Pro | #65 Lotus Jetalliance       | Jonathan Hirschi      | 1:49.037   | 47     |
| 48  | GTE-Pro | #64 Lotus Jetalliance       | Lukas Lichtner-Hoyer  | 1:50.053   | 48     |
| 49  | FLM     | #92 Neil Garner Motorsport  | Sin tiempo            | Sin tiempo | 49     |

## Carrera
Ganadores de la clase en negrita. Coches que no cumplan el 70% de la distancia del ganador esta marcados como No clasificados (NC).
| Pos  | Clase   | No | Equipo                  | Pilotos                                             | Chasis                              | Neumáticos | Vueltas |
| Pos  | Clase   | No | Equipo                  | Pilotos                                             | Motor                               | Neumáticos | Vueltas |
| ---- | ------- | -- | ----------------------- | --------------------------------------------------- | ----------------------------------- | ---------- | ------- |
| 1    | LMP1    | 7  | Peugeot Sport Total     | Sébastien Bourdais Anthony Davidson                 | Peugeot 908                         | M          | 220     |
| 1    | LMP1    | 7  | Peugeot Sport Total     | Sébastien Bourdais Anthony Davidson                 | Peugeot HDi 3.7 L Turbo V8 (Diesel) | M          | 220     |
| 2    | LMP1    | 8  | Peugeot Sport Total     | Franck Montagny Stéphane Sarrazin                   | Peugeot 908                         | M          | 220     |
| 2    | LMP1    | 8  | Peugeot Sport Total     | Franck Montagny Stéphane Sarrazin                   | Peugeot HDi 3.7 L Turbo V8 (Diesel) | M          | 220     |
| 3    | LMP1    | 1  | Audi Sport Team Joest   | Timo Bernhard Marcel Fässler                        | Audi R18 TDI                        | M          | 219     |
| 3    | LMP1    | 1  | Audi Sport Team Joest   | Timo Bernhard Marcel Fässler                        | Audi TDI 3.7 L Turbo V6 (Diesel)    | M          | 219     |
| 4    | LMP1    | 2  | Audi Sport Team Joest   | Tom Kristensen Allan McNish                         | Audi R18 TDI                        | M          | 219     |
| 4    | LMP1    | 2  | Audi Sport Team Joest   | Tom Kristensen Allan McNish                         | Audi TDI 3.7 L Turbo V6 (Diesel)    | M          | 219     |
| 5    | LMP1    | 13 | Rebellion Racing        | Andrea Belicchi Jean-Christophe Boullion            | Lola B10/60                         | M          | 213     |
| 5    | LMP1    | 13 | Rebellion Racing        | Andrea Belicchi Jean-Christophe Boullion            | Toyota RV8KLM 3.4 L Turbo V8        | M          | 213     |
| 6    | LMP1    | 12 | Rebellion Racing        | Neel Jani Nicolas Prost                             | Lola B10/60                         | M          | 213     |
| 6    | LMP1    | 12 | Rebellion Racing        | Neel Jani Nicolas Prost                             | Toyota RV8KLM 3.4 L V8              | M          | 213     |
| 7    | LMP1    | 16 | Pescarolo Team          | Emmanuel Collard Christophe Tinseau Julien Jousse   | Pescarolo 01 Evo                    | M          | 207     |
| 7    | LMP1    | 16 | Pescarolo Team          | Emmanuel Collard Christophe Tinseau Julien Jousse   | Judd GV5 S2 5.0 L V10               | M          | 207     |
| 8    | LMP2    | 41 | Greaves Motorsport      | Karim Ojjeh Olivier Lombard Tom Kimber-Smith        | Zytek Z11SN                         | D          | 205     |
| 8    | LMP2    | 41 | Greaves Motorsport      | Karim Ojjeh Olivier Lombard Tom Kimber-Smith        | Nissan VK45DE 4.5 L V8              | D          | 205     |
| 9    | LMP2    | 26 | Signatech Nissan        | Franck Mailleux Lucas Ordóñez Soheil Ayari          | Oreca 03                            | M          | 203     |
| 9    | LMP2    | 26 | Signatech Nissan        | Franck Mailleux Lucas Ordóñez Soheil Ayari          | Nissan VK45DE 4.5 L V8              | M          | 203     |
| 10   | LMP2    | 33 | Level 5 Motorsports     | Scott Tucker Christophe Bouchut João Barbosa        | Lola B11/40                         | M          | 201     |
| 10   | LMP2    | 33 | Level 5 Motorsports     | Scott Tucker Christophe Bouchut João Barbosa        | HPD HR28TT 2.8 L Turbo V6           | M          | 201     |
| 11   | LMP2    | 39 | Pecom Racing            | Luís Pérez Companc Matías Russo Pierre Kaffer       | Lola B11/40                         | M          | 201     |
| 11   | LMP2    | 39 | Pecom Racing            | Luís Pérez Companc Matías Russo Pierre Kaffer       | Judd-BMW HK 3.6 L V8                | M          | 201     |
| 12   | LMP2    | 49 | OAK Racing              | Alexandre Prémat Jacques Nicolet                    | OAK Pescarolo 01 Evo                | D          | 200     |
| 12   | LMP2    | 49 | OAK Racing              | Alexandre Prémat Jacques Nicolet                    | Judd-BMW HK 3.6 L V8                | D          | 200     |
| 13   | GTE Pro | 71 | AF Corse                | Jaime Melo Toni Vilander                            | Ferrari 458 Italia GT2              | M          | 198     |
| 13   | GTE Pro | 71 | AF Corse                | Jaime Melo Toni Vilander                            | Ferrari 4.5 L V8                    | M          | 198     |
| 14   | LMP2    | 42 | Strakka Racing          | Nick Leventis Danny Watts Jonny Kane                | HPD ARX-01d                         | M          | 197     |
| 14   | LMP2    | 42 | Strakka Racing          | Nick Leventis Danny Watts Jonny Kane                | HPD HR28TT 2.8 L Turbo V6           | M          | 197     |
| 15   | GTE Pro | 51 | AF Corse                | Giancarlo Fisichella Gianmaria Bruni                | Ferrari 458 Italia GT2              | M          | 197     |
| 15   | GTE Pro | 51 | AF Corse                | Giancarlo Fisichella Gianmaria Bruni                | Ferrari 4.5 L V8                    | M          | 197     |
| 16   | GTE Pro | 55 | BMW Motorsport          | Augusto Farfus Jörg Müller                          | BMW M3 GT2                          | D          | 197     |
| 16   | GTE Pro | 55 | BMW Motorsport          | Augusto Farfus Jörg Müller                          | BMW 4.0 L V8                        | D          | 197     |
| 17   | GTE Pro | 77 | Team Felbermayr-Proton  | Marc Lieb Richard Lietz                             | Porsche 997 GT3-RSR                 | M          | 196     |
| 17   | GTE Pro | 77 | Team Felbermayr-Proton  | Marc Lieb Richard Lietz                             | Porsche 4.0 L Flat-6                | M          | 196     |
| 18   | GTE Pro | 76 | IMSA Performance Matmut | Patrick Pilet Wolf Henzler                          | Porsche 997 GT3-RSR                 | M          | 196     |
| 18   | GTE Pro | 76 | IMSA Performance Matmut | Patrick Pilet Wolf Henzler                          | Porsche 4.0 L Flat-6                | M          | 196     |
| 19   | FLM     | 99 | JMB Racing              | Chapman Ducote Kyle Marcelli Nicolas Marroc         | Oreca FLM09                         | M          | 195     |
| 19   | FLM     | 99 | JMB Racing              | Chapman Ducote Kyle Marcelli Nicolas Marroc         | Chevrolet LS3 6.2 L V8              | M          | 195     |
| 20   | FLM     | 95 | Pegasus Racing          | Mirco Schultis Patrick Simon Julien Schell          | Oreca FLM09                         | M          | 195     |
| 20   | FLM     | 95 | Pegasus Racing          | Mirco Schultis Patrick Simon Julien Schell          | Chevrolet LS3 6.2 L V8              | M          | 195     |
| 21   | LMP2    | 46 | TDS Racing              | Mathias Beche Pierre Thiriet Jody Firth             | Oreca 03                            | M          | 194     |
| 21   | LMP2    | 46 | TDS Racing              | Mathias Beche Pierre Thiriet Jody Firth             | Nissan VK45DE 4.5 L V8              | M          | 194     |
| 22   | GTE Am  | 67 | IMSA Performance Matmut | Nicolas Armindo Raymond Narac                       | Porsche 997 GT3-RSR                 | M          | 194     |
| 22   | GTE Am  | 67 | IMSA Performance Matmut | Nicolas Armindo Raymond Narac                       | Porsche 4.0 L Flat-6                | M          | 194     |
| 23   | FLM     | 91 | Hope Racing             | Luca Moro Zhang Shan Qi Tor Graves                  | Oreca FLM09                         | M          | 194     |
| 23   | FLM     | 91 | Hope Racing             | Luca Moro Zhang Shan Qi Tor Graves                  | Chevrolet LS3 6.2 L V8              | M          | 194     |
| 24   | LMP2    | 44 | Extrême Limite AM Paris | Fabien Rosier Maurice Basso                         | Norma M200P                         | D          | 193     |
| 24   | LMP2    | 44 | Extrême Limite AM Paris | Fabien Rosier Maurice Basso                         | Judd-BMW HK 3.6 L V8                | D          | 193     |
| 25   | GTE Am  | 50 | Larbre Compétition      | Patrick Bornhauser Julien Canal Gabriele Gardel     | Chevrolet Corvette C6.R             | M          | 193     |
| 25   | GTE Am  | 50 | Larbre Compétition      | Patrick Bornhauser Julien Canal Gabriele Gardel     | Chevrolet 5.5 L V8                  | M          | 193     |
| 26   | FLM     | 93 | Genoa Racing            | Elton Julian Christian Zugel Jens Petersen          | Oreca FLM09                         | M          | 192     |
| 26   | FLM     | 93 | Genoa Racing            | Elton Julian Christian Zugel Jens Petersen          | Chevrolet LS3 6.2 L V8              | M          | 192     |
| 27   | GTE Am  | 61 | AF Corse                | Piergiuseppe Perazzini Marco Cioci Stéphane Lémeret | Ferrari F430 GTE                    | M          | 192     |
| 27   | GTE Am  | 61 | AF Corse                | Piergiuseppe Perazzini Marco Cioci Stéphane Lémeret | Ferrari 4.0 L V8                    | M          | 192     |
| 28   | GTE Pro | 75 | Prospeed Competition    | Marc Goossens Marco Holzer                          | Porsche 997 GT3-RSR                 | M          | 191     |
| 28   | GTE Pro | 75 | Prospeed Competition    | Marc Goossens Marco Holzer                          | Porsche 4.0 L Flat-6                | M          | 191     |
| 29   | LMP2    | 35 | OAK Racing              | Andrea Barlesi Frédéric da Rocha Patrice Lafargue   | OAK Pescarolo 01 Evo                | D          | 191     |
| 29   | LMP2    | 35 | OAK Racing              | Andrea Barlesi Frédéric da Rocha Patrice Lafargue   | Judd-BMW HK 3.6 V8                  | D          | 191     |
| 30   | GTE Pro | 79 | Jota                    | Simon Dolan Sam Hancock                             | Aston Martin V8 Vantage GT2         | D          | 191     |
| 30   | GTE Pro | 79 | Jota                    | Simon Dolan Sam Hancock                             | Aston Martin 4.5 L V8               | D          | 191     |
| 31   | LMP2    | 45 | Boutsen Energy Racing   | Dominik Kraihamer Nicolas de Crem                   | Oreca 03                            | D          | 191     |
| 31   | LMP2    | 45 | Boutsen Energy Racing   | Dominik Kraihamer Nicolas de Crem                   | Nissan VK45DE 4.5 L V8              | D          | 191     |
| 32   | LMP1    | 15 | OAK Racing              | Guillaume Moreau Pierre Ragues                      | OAK Pescarolo 01 Evo                | D          | 188     |
| 32   | LMP1    | 15 | OAK Racing              | Guillaume Moreau Pierre Ragues                      | Judd DB 3.4 L V8                    | D          | 188     |
| 33   | GTE Am  | 62 | CRS Racing              | Pierre Ehret Shaun Lynn Roger Willis                | Ferrari F430 GTE                    | M          | 187     |
| 33   | GTE Am  | 62 | CRS Racing              | Pierre Ehret Shaun Lynn Roger Willis                | Ferrari 4.0 L V8                    | M          | 187     |
| 34   | LMP2    | 36 | RML                     | Thomas Erdos Mike Newton Ben Collins                | HPD ARX-01d                         | D          | 186     |
| 34   | LMP2    | 36 | RML                     | Thomas Erdos Mike Newton Ben Collins                | HPD HR28TT 2.8 L Turbo V6           | D          | 186     |
| 35   | GTE Am  | 82 | CRS Racing              | Klaas Hummel Adam Christodoulou Phil Quaife         | Ferrari F430 GTE                    | M          | 185     |
| 35   | GTE Am  | 82 | CRS Racing              | Klaas Hummel Adam Christodoulou Phil Quaife         | Ferrari 4.0 L V8                    | M          | 185     |
| 36   | GTE Pro | 56 | BMW Motorsport          | Dirk Werner Pedro Lamy                              | BMW M3 GT2                          | D          | 182     |
| 36   | GTE Pro | 56 | BMW Motorsport          | Dirk Werner Pedro Lamy                              | BMW 4.0 L V8                        | D          | 182     |
| 37   | GTE Am  | 57 | Krohn Racing            | Michele Rugolo Tracy Krohn Niclas Jönsson           | Ferrari F430 GTE                    | M          | 170     |
| 37   | GTE Am  | 57 | Krohn Racing            | Michele Rugolo Tracy Krohn Niclas Jönsson           | Ferrari 4.0 L V8                    | M          | 170     |
| NC   | GTE Am  | 88 | Team Felbermayr-Proton  | Horst Felbermayr, Jr. Christian Ried                | Porsche 997 GT3-RSR                 | M          | 147     |
| NC   | GTE Am  | 88 | Team Felbermayr-Proton  | Horst Felbermayr, Jr. Christian Ried                | Porsche 4.0 L Flat-6                | M          | 147     |
| DNF  | GTE Pro | 58 | Luxury Racing           | Anthony Beltoise François Jakubowski Ralph Firman   | Ferrari 458 Italia GT2              | M          | 189     |
| DNF  | GTE Pro | 58 | Luxury Racing           | Anthony Beltoise François Jakubowski Ralph Firman   | Ferrari 4.5 L V8                    | M          | 189     |
| DNF  | LMP1    | 23 | MIK Corse               | Máximo Cortés Ferdinando Geri Giacomo Piccini       | Zytek 09SC                          | M          | 157     |
| DNF  | LMP1    | 23 | MIK Corse               | Máximo Cortés Ferdinando Geri Giacomo Piccini       | Zytek ZG348 3.4 L V8 (Hybrid)       | M          | 157     |
| DNF  | GTE Pro | 66 | JMW Motorsport          | Rob Bell James Walker                               | Ferrari 458 Italia GT2              | D          | 143     |
| DNF  | GTE Pro | 66 | JMW Motorsport          | Rob Bell James Walker                               | Ferrari 4.5 L V8                    | D          | 143     |
| DNF  | LMP2    | 43 | RLR msport              | Barry Gates Rob Garofall Simon Phillips             | MG-Lola EX265                       | D          | 140     |
| DNF  | LMP2    | 43 | RLR msport              | Barry Gates Rob Garofall Simon Phillips             | Judd-BMW HK 3.6 L V8                | D          | 140     |
| DNF  | GTE Pro | 89 | Hankook Team Farnbacher | Dominik Farnbacher Allan Simonsen                   | Ferrari 458 Italia GT2              | H          | 101     |
| DNF  | GTE Pro | 89 | Hankook Team Farnbacher | Dominik Farnbacher Allan Simonsen                   | Ferrari 4.5 L V8                    | H          | 101     |
| DNF  | LMP2    | 40 | Race Performance        | Michel Frey Ralph Meichtry Marc Rostan              | Oreca 03                            | D          | 69      |
| DNF  | LMP2    | 40 | Race Performance        | Michel Frey Ralph Meichtry Marc Rostan              | Judd-BMW HK 3.6 L V8                | D          | 69      |
| DNF  | GTE Pro | 64 | Lotus Jetalliance       | Lukas Lichtner-Hoyer Martin Rich Oskar Slingerland  | Lotus Evora GTE                     | M          | 26      |
| DNF  | GTE Pro | 64 | Lotus Jetalliance       | Lukas Lichtner-Hoyer Martin Rich Oskar Slingerland  | Toyota (Cosworth) 4.0 L V6          | M          | 26      |
| DNF  | GTE Pro | 65 | Lotus Jetalliance       | Jonathan Hirschi James Rossiter Johnny Mowlem       | Lotus Evora GTE                     | M          | 8       |
| DNF  | GTE Pro | 65 | Lotus Jetalliance       | Jonathan Hirschi James Rossiter Johnny Mowlem       | Toyota (Cosworth) 4.0 V8            | M          | 8       |
| DNF  | GTE Pro | 59 | Luxury Racing           | Stéphane Ortelli Frédéric Makowiecki                | Ferrari 458 Italia GT2              | M          | 1       |
| DNF  | GTE Pro | 59 | Luxury Racing           | Stéphane Ortelli Frédéric Makowiecki                | Ferrari 4.5 L V8                    | M          | 1       |
| DSQ* | GTE Am  | 63 | Proton Competition      | Patrick Long Gianluca Roda                          | Porsche 997 GT3-RSR                 | M          | 194     |
| DSQ* | GTE Am  | 63 | Proton Competition      | Patrick Long Gianluca Roda                          | Porsche 4.0 L Flat-6                | M          | 194     |

- Patrick Long permaneció detrás del volante 15 minutos más que el límite de tiempo y el # 63 fue descalificado posteriormente.